# Petrus Magni Rivius
Petrus Magni Rivius, död 1655 i Sunds församling, Östergötlands län, var en svensk präst.

## Biografi
Petrus Magni Rivius prästvigdes 2 augusti 1622 och pastorsadjunkt i Sunds församling 1629. Han blev kyrkoherde i församlingen 1632. Rivius var tredje predikant under prästmötet 1633 och andra predikant under prästmötet 1645. Han avled 1655 i Sunds församling.

## Familj
Rivius var gift med Anna Kiliansdtter. Hon var styvdotter till kyrkoherden Joannes Hemmingi i Sunds församling. De fick tillsammans barnen kontraktsprosten Magnus Sundius (född 1625) i Asby församling, Kerstin Sundius som var gift med kyrkoherden Laurentius Gallerius i Västra Ryds församling och Sara Sundius som var gift med kyrkoherden Joannes Haqvini Becchius i Grebo församling.